# Матвеев, Всеволод Борисович
Все́волод Бори́сович Матве́ев (род. 27 марта 1967 года, Москва) — российский учёный-онколог, член-корреспондент РАН (2016).

## Биография
Родился 27 марта 1967 года в Москве.
В 1990 году — окончил лечебный факультет 1-й МГМИ имени И. М. Сеченова.
В 1994 году — защитил кандидатскую диссертацию, тема: «Доброкачественные опухоли почки. Клиника, диагностика и лечение».
В сентябре 1994 года — начал работать в РОНЦ имени Н. Н. Блохина РАМН врачом-хирургом в отделение урологии, в настоящее время — заведующий отделением урологии (с февраля 2005 года).
С января 1995 по май 1997 года — работа по контракту, уролог госпиталя Роял Фри (Royal Free Hospital), Лондон, по окончании которого получил сертификат стажёра Королевского Колледжа хирургов Англии.
В 2002 году — защитил докторскую диссертацию, тема: «Хирургическое лечение осложнённого венозной инвазией и метастатического рака почки».
В 2007 году — присвоено учёное звание профессора.
В 2016 году — избран членом-корреспондентом РАН.

## Научная деятельность
Специалист в области фундаментальной и клинической онкологии.
Автор более 250 научных трудов, в том числе 8 монографий, учебных пособий и фильмов.
Ведёт педагогическую работу, является профессором кафедры факультета фундаментальной медицины МГУ.
Под его руководством защищены 19 кандидатских и 1 докторская диссертаций.

### Научно-организационная деятельность
- главный редактор журнала «Онкоурология»[4]
- член объединённого учёного совета и учёного совета РОНЦ имени Н. Н. Блохина;
- член диссертационного ученого совета НИИ урологии;
- член редколлегии журналов «Урология», «Вестник РОНЦ им Н. Н. Блохина», «Андрология и генитальная хирургия», русского издания «Journal of Clinical Oncology»
- член Европейской организации по исследованию и лечению рака (EORTC);
- член группы по написанию стандартов Европейской урологической ассоциации;
- президент Российского общества онкоурологов;
- заместитель председателя правления Российского общества урологов;
- член Европейского общества урологов, Московского онкологического общества.